# Dereza (żupania bielowarsko-bilogorska)
Dereza – wieś w Chorwacji, w żupanii bielowarsko-bilogorskiej, w mieście Čazma. W 2011 roku liczyła 217 mieszkańców.